# ボリス・フセヴォロドヴィチ
ボリス・フセヴォロドヴィチ（ロシア語: Борис Всеволодович、? - 1166年以前）は歴代グロドノ公のうちの一人である。在任期間は1141年または1142年から1166年以前。
ボリスは、初代グロドノ公フセヴォロドと妻アガフィヤとの間にうまれた三人の男子のうちの長男である。父の死後グロドノ公位を継いだ。年代記上の初出は1144年であり、弟グレプと共に、キエフ大公フセヴォロドによるガーリチ公ウラジーミルに対する遠征に参加した。
1150年、キエフをめぐるルーシ諸公の内戦においてはイジャスラフ陣営につき、ドロゴブージへの遠征に参加した。1151年にイジャスラフがキエフを奪還すると、イジャスラフと対立していたユーリー・ドルゴルーキーへの使者として派遣された。
1166年には既に弟のグレプがグロドノ公と記されているため、ボリスの死亡年はそれ以前と推定されている。また、結婚していたかどうかも不明である。